# Juli
Juli és un grup de música pop-rock originari de la ciutat de Gießen, en Hessen, Alemanya integrat per la cantant Eva Briegel, els guitarristes Jonas Pfetzing i Simon Triebel, el baixista Andreas "Dedi" Herde i el bateria Marcel Römer. Han publicat tres discos i deu senzills.

## Sunnyglade
Sunnyglade existia des de 1996. Al principi el cantant era Simon Triebel i el bateria era Martin Möller. Més tard, la cantant Miriam Adameit va entrar a formar part del grup. Amb aquesta formació la banda va gravar en 1998 un disc anomenat Pictures Of My Mind, del que es van comercialitzar tan sols 500 exemplars.
Des de començaments de l'any 2000 Eva Briegel i Marcel Römer es van unir gairebé simultàniament al conjunt. Des de llavors la formació de la banda no ha sofert més modificacions. Amb Sunnyglade —les lletres del qual estaven encara en anglès - van guanyar el Hessischen Rockpreis 2000 i van aconseguir la segona posició en el Deutscher Pop-Preis del DRMV.
A principis de 2001 van contractar amb EMI el seu primer enregistrament, que va tenir lloc a Berlín sota la batuta del productor Lutz Fahrenkrog-Petersen, germà petit de Uwe Fahrenkrog-Petersen, compositor i teclista de la popular artista de la Neue Deutsche Welle Nena. Allí van conèixer als grups berlinesos Kain i Tex, la música dels quals en alemany va ser del seu grat; aquesta trobada els va moure a canviar el nom Sunnyglade per Juli i a començar a compondre en el seu idioma. El nom ho van prendre d'una cançó homònima de Tex.

## Els començaments de Juli
La primera actuació amb el seu nou nom va tenir lloc al juny de 2002 i va convèncer el públic, a la seva discogràfica i als propis músics. Durant aquest any van aconseguir convèncer també al productor Michael Gerlach. A l'octubre de 2002 van realitzar un nou enregistrament professional, de la qual es van fer ressò diferents discogràfiques. Això va moure a EMI a organitzar un espectacle de presentació per a la banda, que va tenir lloc el 16 de gener de 2003 en el Oxymoron de Berlín. Tres mesos més tard, el 24 d'abril de 2003, Universal Music va organitzar una actuació unplugged de diversos artistes davant d'un jurat en la qual Eva Briegel i Jonas Pfetzing van interpretar quatre cançons en nom de Juli, convidats per un "A&R" que els havia vist tocar al gener. És de suposar que arran d'aquesta actuació es va prendre la determinació d'oferir-los un contracte. L'agost de 2003, Juli van signar el seu primer contracte discogràfic amb la signatura Popkomm, en Colònia.

## Començament de l'èxit

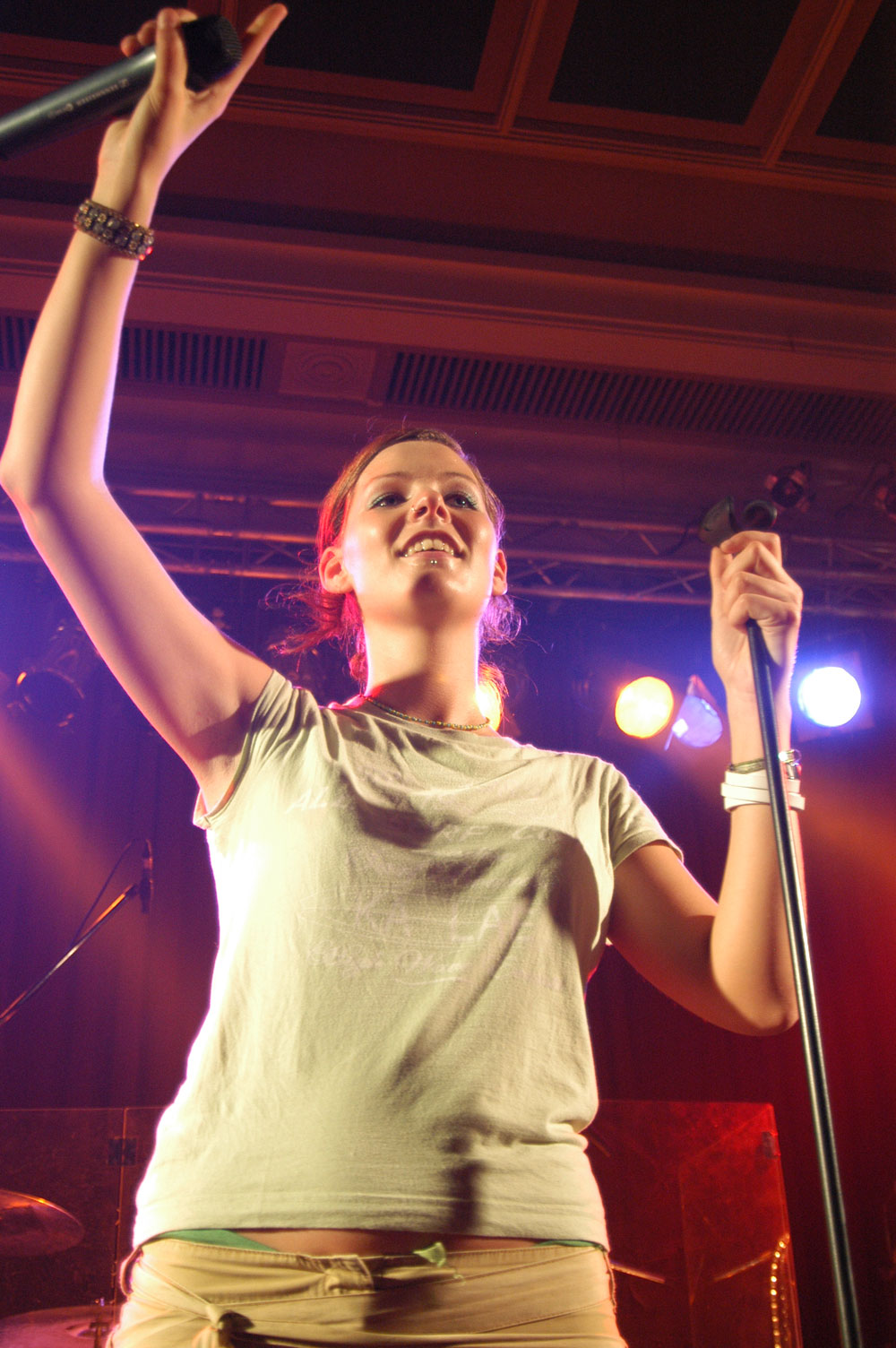
El 2 de novembre de 2004 a Erfurt

El seu primer senzill Perfekte Welle (Onada Perfecta) va aparèixer a la fi de juny de 2004 i es va mantenir durant més d'un any en les llistes de singles alemanyes (al novembre de 2004 va arribar al posat nombre 2) i va aconseguir l'estatus de disc d'or. La cançó es va convertir en una espècie d'himne del moviment musical que començava a sorgir en 2004 caracteritzat per tenir lletres en alemany i va donar el seu nom a una sèrie de recopilatoris de música pop en aquest idioma (Perfekte Welle – Musik von hier; "Ona perfecta - música d'aquí").
El disc És ist Juli, que va veure la llum al setembre de 2004, va protagonitzar una espectacular entrada en les llistes d'àlbums pujant directament al posat nombre 3 (posteriorment aconseguiria el 2) i es va convertir en un múltiple platí amb més d'un milió d'unitats venudes (a data de juliol de 2006). Es va mantenir una any ininterrompudament entre els 25 més venuts.
Després de la seva participació en la gira de la cadena 1 Live per Renània del Nord-Westfàlia al setembre de 2004, Juli va començar a l'octubre una gira pròpia per diferents locals que els va portar per tota Alemanya i les entrades de la qual es van vendre íntegrament. A continuació es van embarcar en una gira com teloners de Rosenstolz per Alemanya, Àustria i Suïssa.
Die perfekte Welle explica la història d'un surfer que està esperant una ona, una metàfora sobre com cal aprofitar les ocasions que es presenten després de llargs períodes d'espera. Després del tsunami que va assolar les costes de l'Oceà Índic al desembre de 2004 i en el qual van morir més de 280.000 persones, Die perfekte Welle va deixar d'emetre's en les ràdios alemanyes. Això va ser així a causa que algunes parts de la cançó eren susceptibles de ser malinterpretades. Per exemple:
| Das ist die perfekte Welle                | Aquesta és l'ona perfecta,           |
| das ist der perfekte Tag                  | aquest és el dia perfecte,           |
| lass dich einfach von ihr tragen          | deixa't portar per ella              |
| denk am besten gar nicht nach.            | millor no t'ho pensis.               |
| [...] Jetzt kommt sie langsam auf dich zu | Ara s'apropa lentament cap a tu      |
| das Wasser schlägt dir ins Gesicht        | l'aigua et copeja a la cara          |
| siehst dein Leben wie ein Film.           | veus la teva vida com una pel·lícula |

Alguns fans van lamentar la reacció de les emissores en considerar que en realitat la cançó transmet un missatge positiu i no té res a veure amb catàstrofes, i van considerar l'acció com un exemple d'exagerada correcció política. Juli i Universal Music es van mostrar comprensius amb la retirada del senzill.
El 12 de febrer de 2005 Juli va guanyar el concurs de Bundesvision representant a Hessen amb la cançó Geile Zeit. Pocs dies més tard van començar el "És-ist-Juli"-Tour, en el qual van estar immersos durant gran part de l'any 2005. També van actuar en el concert del Live 8 a Berlín, on van tocar Geile Zeit i Perfekte Welle. Durant aquest temps van treure al mercat altres tres senzills, amb menys èxit: Regen und Meer, Warum i November. El videoclip de Regen und Meer va estar envoltat de polèmica, perquè mostra a Juli com un grup terrorista de 1977; la trama guarda relació amb la Fracció de l'Exèrcit Roig i el segrest i assassinat de Hanns Martin Schleyer. El tema Sterne va ser triat el 2005 per la ZDF com a sintonia de capçalera per al Tour de França.

## Relació amb altres artistes

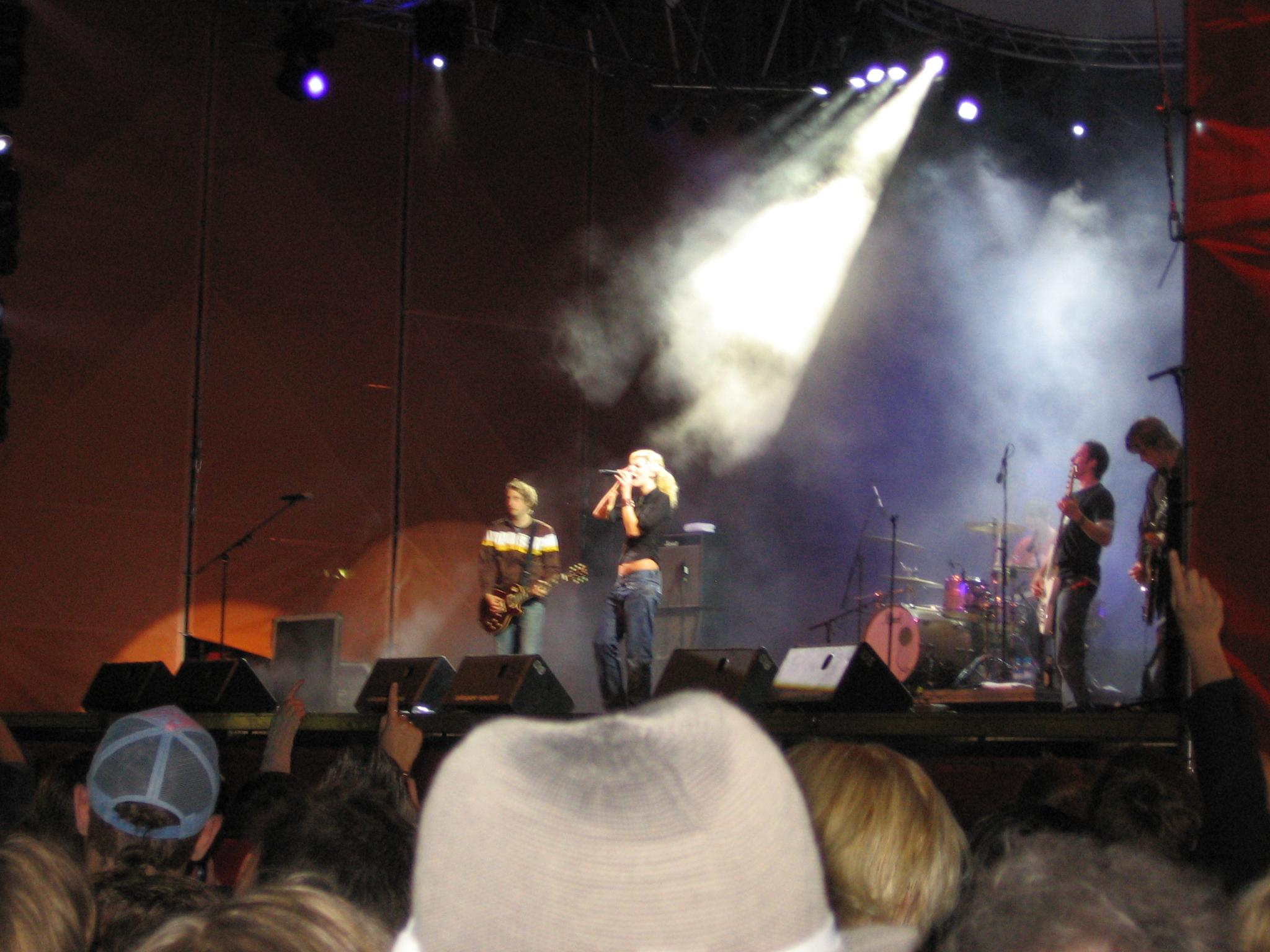
Juli a Darmstadt el 27 de maig de 2006

Pràcticament al mateix temps que es produïa l'enlairament de Juli, van començar a tenir èxit altres bandes amb lletres en alemany. Poc abans que sortís el primer disc de Juli, Christina Stürmer (maig de 2003), Wir sind Helden (agost de 2003) i Silbermond (març de 2004) havien collit els seus primers èxits. Aquestes tres bandes es caracteritzaven pel fet que la cantant era una noia i les cançons estaven en alemany, pel van haver d'enfrontar-se a multitud de comparacions de les quals Juli es van intentar desmarcar rotundament. En realitat els tres grups componien les seves lletres en alemany anys abans de tenir un contracte discogràfic.